# Augusto Colombo
Augusto Colombo (Milano, 26 agosto 1902 – Milano, 17 gennaio 1969) è stato un pittore italiano, esponente della pittura figurativa italiana del Novecento.

## Biografia
Dopo aver frequentato all'Accademia di Brera di Milano i corsi di Moretti-Foggia, di Palanti e di Alciati, si perfezionò a Roma, a Firenze e a Parigi. Nel 1923, presentato da Pio Schinetti, tenne una mostra personale alla “Vinciana” di Milano e nel 1939 un'altra alla Società per le belle arti ed esposizione permanente.
Nel 1933 sposò la pittrice Maria Sassi.
Nel 1946 espose il ciclo della “Via Crucis” alla Galleria Dedalo, sempre a Milano.
Nel suo percorso artistico ha esplorato soprattutto tematiche sociali, religiose e politiche, di cui restano composizioni come "La vicenda della Medaglia d'oro Giordano Ottolini" (1935, Museo del Vittoriano a Roma), "Il martirio di Cesare Battisti" (1940, Museo di Storia Contemporanea di Milano), "Allarme aereo" (1946, Istituti Clinici di Perfezionamento di Milano), "La nascita dell'uomo" (1946, Ospedale Beata Vergine di Mendrisio), "La famiglia di Gesù" (1949, Nido Valdani a Milano), "L'Addolorata" (1950, Chiesa di San Babila a Milano), "Teresio Olivelli nel Lager di Herrsbruck" (1957, Collegio Ghislieri a Pavia), i ritratti dei sindaci Antonio Greppi e Virgilio Ferrari (1957 e 1962, Palazzo Marino a Milano) e quelli di parecchi benefattori nella Galleria dell'Ospedale Maggiore di Milano (1931-1060).
Durante il secondo conflitto e negli anni immediatamente successivi, Colombo ha lasciato alcuni incisivi disegni sul dramma della guerra e le successive vicende politiche, come testimoniano i manifesti “Il bestiale fascismo è vinto!” (1945), “Liberateci dal nodo sabaudo!” (1946), “Un'altra guerra? No” (1947).
Dal 1933, fino all'anno della morte, ha diretto una sua scuola d'arte. Dal 1932 al 1939 ha collaborato alla rivista “Perseo”, e nel 1945 ha la rivista “Valori” e promosso il movimento “Le arti e la libertà”, insieme a Arrigo Minerbi, Anselmo Bucci, Aldo Palatini.

## Galleria d'immagini

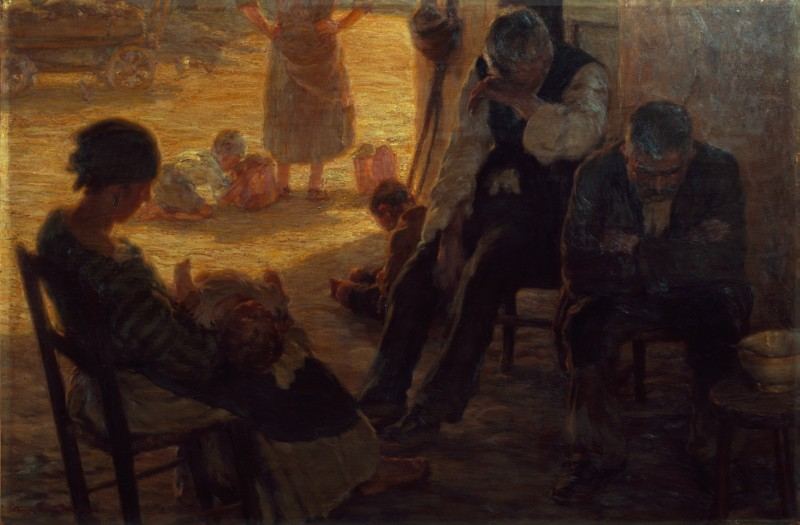
La siesta (1924), Collezioni d'arte della Fondazione Cariplo
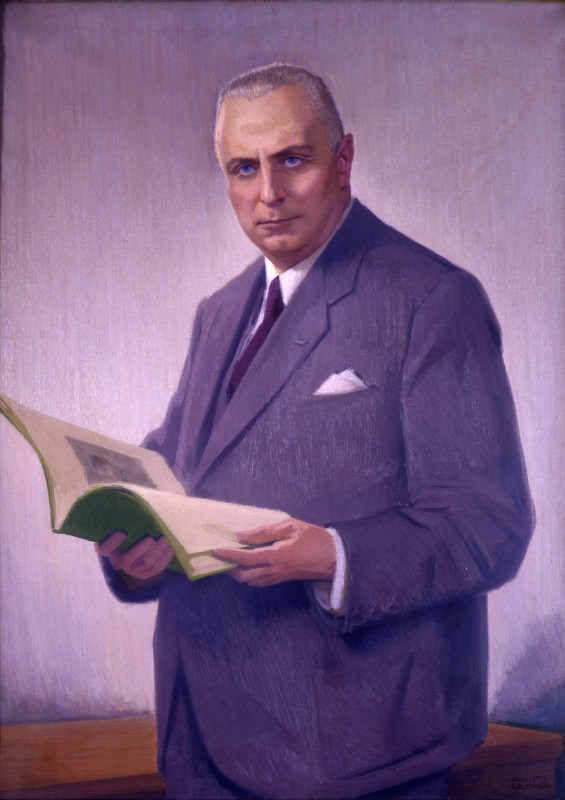
Ritratto del conte Stefano Jacini  (1953), Collezioni d'arte della Fondazione Cariplo

## Riconoscimenti
Nel 1970 il Comune di Milano ha dedicato ad Augusto Colombo un'ampia retrospettiva, svoltasi nel Palazzo dell’Arengario. Nel 1998 la Mostra “I segni della guerra”, con opera di Aldo Carpi e di Augusto Colombo, è stata organizzata presso il Museo di Storia contemporanea del Comune di Milano, e poi trasferita in altre città italiane. L'ultima mostra di Augusto Colombo, “Nel segno dell'uomo”, si è svolta alla Biblioteca Cantonale di Lugano nel novembre del 2008. 
Ha vinto il Premio Sarfatti nel 1923; è stato nominato cittadino benemerito di Milano nel 1969.